# I. Tukulti-Ninurta
I. Tukulti-Ninurta (uralkodott Kr. e. 1244 – Kr. e. 1208) a Középasszír Birodalom egyik jelentős uralkodója volt, aki apja, I. Sulmánu-asarídu és nagyapja, I. Adad-nirári nyomdokain járva folytatta a feltartóztathatlannak tűnő terjeszkedést – igaz, épp az ő uralkodása végén szenvedték el az asszír seregek első vereségeiket hosszú idő óta.
Tukulti-Ninurta számára rendkívül kedvező lehetőséget nyújtott az, hogy az Anatólia és Szíria nagy részét ellenőrző Hettita Birodalmat nyugatról megtámadták a muskik (phrügök), ami nem pusztán egy időre vonta ki a nagy riválist a forgalomból, hanem végleg elpusztította. Ilyen körülmények között nem meglepő, hogy az asszír uralkodó egyik Eufráteszen túl aratott győzelme után mintegy 28 800 hettita hadifogollyal dicsekedhetett.
Legfontosabb sikerét déli harcai során érte el. Összecsapott a kassú Babilonnal, és felirata tanúsága szerint királyukat, IV. Kastiliast személyesen ejtette foglyul (Kr. e. 1225).  Ezzel Asszíria elért az „Alsó-tengerig” (Perzsa-öböl). 
Babilon városát lerombolta, Marduk szobrát Assurba szállította, a Marduk-templomból származó lapis lazuli még Thébaiban is előkerült. Ekkortájt kezdődött meg Marduk és Assur azonosítása. Ezután bábokat (Assur-nádin-sumi, Adad-suma-iddina) nevezett ki Babilónia élére, akiket azonban a betörő, Kiden-Hutran vezette elámiak vagy saját nemeseik fosztottak meg trónjuktól.
Tukulti-Ninurta nagyszabású építkezéseket is folytatott. Assur, a főváros körül árkot ásatott, felújította Istár templomát, majd új palotát kezdett építtetni. Valamilyen oknál fogva – talán az uralkodása végén elszenvedett vereségekből adódó elégedetlenség miatt – felhagyott az építkezéssel, és új székhelyet alapított magának a Tigris másik partján, alig három kilométerre Assurtól. A 700 méteres oldalhosszúságú négyzetalakú területen megépített Kár-Tukulti-Ninurta Assur-zikkurattal és királyi palotával büszkélkedhetett.
A nagy hódítót új fővárosában érte el a végzet: Kr. e. 1208-ban fia, Assur-nádin-apli vezetésével összeesküvést szőttek ellene az asszír nemesség berkeiben, végül ostrom alá vették Kár-Tukulti-Ninurtát, és palotájában megölték a királyt.